# Diluviicola capensis
Diluviicola capensis är en svampart som beskrevs av K.D. Hyde, S.W. Wong & E.B.G. Jones 1998. Diluviicola capensis ingår i släktet Diluviicola och familjen Annulatascaceae.   Inga underarter finns listade i Catalogue of Life.